# Zielkeller
Ein Zielkeller beschreibt im Bereich der künstlichen Intelligenz die Ebene in einer Baumstruktur oder einem Funktionsgraphen, in der sich die Ergebnisse einer Suche befinden. Die Ebene ist zumeist am unteren Ende der hierarchischen Baumstruktur aufzufinden. Im Allgemeinen ist der Ort des Zielkellers in einer Baumstruktur abhängig von den Parametern, die in der Suche spezifiziert wurden.
Bekannt ist der Zielkeller aus der Mittel-Ziel-Analyse mit Zielkeller (MZAMZK) (im Englischen: means-ends analysis), die im Stanford Research Institute Problem Solver (STRIPS) Anwendung findet.